# Karen O'Connor
Karen O'Connor, född den 17 februari 1958 i The Plains, Virginia, är en amerikansk ryttare.
Hon tog OS-brons i lagtävlingen i fälttävlan i samband med de olympiska ridsporttävlingarna 2000 i Sydney.